# Жабское
Жабское — село в Ровеньском районе Белгородской области. Входит в состав Ладомировского сельского поселения.

## География
Находится в юго-восточной части Белгородской области, в лесостепной зоне, в пределах Среднерусской возвышенности, к западу от автодороги 14К-18, на расстоянии примерно 30 километров (по прямой) к северу от посёлка городского типа Ровеньки, административного центра района. Абсолютная высота — 196 метров над уровнем моря.

### Климат
Климат характеризуется как умеренно континентальный, с холодной зимой и тёплым засушливым летом. Среднегодовая температура воздуха — 5,9 °C. Средняя температура воздуха самого холодного месяца (февраля) — −8,8 °C; самого тёплого месяца (июля) — 20,4 °C (абсолютный максимум — 38,5 °C). Годовое количество атмосферных осадков — 494 мм, из которых 342 мм выпадает в период с апреля по октябрь.

### Часовой пояс
Село Жабское как и вся Белгородская область, находится в часовой зоне МСК (московское время). Смещение применяемого времени относительно UTC составляет +3:00.

## Население
| 1859 | 1897 | 2002 | 2010 |
| ---- | ---- | ---- | ---- |
| 594  | ↗999 | ↘531 | ↘514 |

### Половой состав
По данным Всероссийской переписи населения 2010 года в гендерной структуре населения мужчины составляли 45,7 %, женщины — соответственно 54,3 %.

### Национальный состав
Согласно результатам переписи 2002 года, в национальной структуре населения русские составляли 94 %.